# ستيوارت جوردون
ستيوارت جوردون (بالإنجليزية: Stuart Gordon)‏ (و. 1947 – م) هو مخرج سينمائي، وكاتب سيناريو، وممثل، من الولايات المتحدة الأمريكية، ولد في شيكاغو.

## التعليم
تعلم في جامعة ويسكونسن-ماديسون.

## وصلات خارجية
- ستيوارت جوردون على موقع IMDb (الإنجليزية)
- ستيوارت جوردون على موقع ألو سيني (الفرنسية)
- ستيوارت جوردون على موقع تيرنر كلاسيك موفيز (الإنجليزية)
- ستيوارت جوردون على موقع أول موفي (الإنجليزية)
- ستيوارت جوردون على موقع قاعدة بيانات برودواي على الإنترنت (الإنجليزية)
- ستيوارت جوردون على موقع قاعدة بيانات الأفلام السويدية (السويدية)
- ستيوارت جوردون على موقع إن إن دي بي (الإنجليزية)
- ستيوارت جوردون على موقع قاعدة بيانات الفيلم (الإنجليزية)
- ستيوارت جوردون على موقع كينوبويسك (الروسية)